# Springfield (Ohio)
Springfield es una ciudad ubicada en el condado de Clark en el estado estadounidense de Ohio. En el Censo de 2020 tenía una población de 58 662 habitantes y una densidad poblacional de 881,58 personas por km².
La ciudad está ubicada en el suroeste de Ohio y está situada en el Río Loco, Buck Creek y Beaver Creek, aproximadamente a 72 kilómetros al oeste de Columbus, la capital del Estado, y a 40 km al noreste de Dayton. En Springfield tiene su sede la Universidad de Wittenberg.
El área metropolitana de Springfield tiene 133 333 habitantes. Springfield queda aproximadamente una hora al oeste de Columbusy a 30 minutos de Dayton. La interestatal 70 tiene cuatro salidas que sirven a la ciudad de Springfield.
El Pequeño Miami Scenic Trail, un carril pavimentado de casi 80 kilómetros de largo, va desde el Buck Creek Escénicas sendero principal en Springfield sur a Newtown, Ohio (cerca del centro de Cincinnati), y es popular entre los excursionistas y ciclistas.

## Geografía
Springfield se encuentra ubicada en las coordenadas 39°56′2″N 83°47′45″O / 39.93389, -83.79583. Según la Oficina del Censo de los Estados Unidos, Springfield tiene una superficie total de 66.04 km², de la cual 65.51 km² corresponden a tierra firme y (0.8%) 0.53 km² es agua. El embalse Clarence J. Brown está situado en la periferia noreste de Springfield.

## Historia
El 7 de marzo de 1904, más de mil residentes de Springfield formando una turba de linchamiento tomaron por asalto la cárcel y dieron muerte a Richard Dixon, un hombre negro acusado de asesinar a un oficial de policía. Richard Dixon fue muerto a tiros y luego colgado de un poste. La turba prendió fuego a continuación a la mayor parte del barrio negro de la ciudad, que sufrió un nuevo incendio en febrero de 1906. Sesenta años más tarde, Springfield fue la primera ciudad en los EE. UU. en tener un alcalde negro, Robert Henry.
De 1916 a 1926, 10 compañías de automóviles operaban en Springfield. Entre ellas la firma Westcott, conocida por haber contratado a Frank Lloyd Wright para edificar su fábrica en 1908.  El diseño sigue el estilo característico de la "casa de la pardera" de Wright, de líneas horizontales predominantes, de bajo techo, y amplios aleros.

## Demografía
Según el censo de 2010, había 60.608 personas residiendo en Springfield. La densidad de población era de 917,72 hab./km². De los 60.608 habitantes, Springfield estaba compuesto por el 75.25% blancos, el 18.12% eran afroamericanos, el 0.33% eran amerindios, el 0.75% eran asiáticos, el 0.04% eran isleños del Pacífico, el 1.54% eran de otras razas y el 3.97% pertenecían a dos o más razas. Del total de la población el 3.01% eran hispanos o latinos de cualquier raza.

## Educación
El distrito escolar de la ciudad de Springfield tiene inscritos a aproximadamente 7.000 estudiantes en escuelas públicas primarias y secundarias. El distrito opera catorce escuelas públicas, incluidas diez escuelas primarias, tres escuelas intermedias y una escuela secundaria, Springfield High School. Además, el distrito opera una escuela alternativa.
También se encuentra en Springfield la Academia STEM Global Impact, una escuela intermedia y secundaria de educación temprana, fundada en 2013 y certificada en el plan de estudios de ciencia, tecnología, ingeniería y matemáticas.
La Universidad de Wittenberg es una universidad privada de artes liberales fundada en Springfield en 1845. Asociada con la Iglesia Evangélica Luterana en Estados Unidos, su alumnado está formado aproximadamente por 1.300 estudiantes a tiempo completo. La universidad está situada en un campus de 114 hectáreas y ofrece más de setenta especialidades. Wittenberg tiene más de 150 organizaciones universitarias, entre las cuales hay diez fraternidades y hermandades nacionales. La estación de radio WUSO funciona en el campus.
La ciudad también alberga el Clark State College, que ofrece títulos asociados y de licenciatura. El Programa de Educación Técnica de los Condados de Springfield y Clark se inauguró en 1962 y comenzó a ofrecer capacitación técnica para los residentes de Springfield y las comunidades circundantes, y fue refundado como el Instituto Técnico del Condado de Clark el 18 de febrero de 1966, como la primera escuela técnica de Ohio en ser sancionada por el Junta de Regentes de Ohio. Cuenta con más de mil estudiantes. Ofrece cursos en los negocios, salud, servicios públicos, las tecnologías de la ingeniería, la agricultura y estudios en general.
La biblioteca pública del condado de Clark opera tres bibliotecas públicas dentro de la ciudad de Springfield.

## Medios de comunicación
En 2009, durante una escena de la película "X-Men Origins: Wolverine", "Springfield, Ohio" aparece en el título de escena como la ubicación de un carnaval, donde Victor Creed/ Dientes de Sable encuentra Chris Bradley/ Bolt trabajo como auxiliar de cabina de juego.
El Springfield News Sun, La Antorcha Wittenberg, radio WEEC-FM, la radio WUSO-FM son las organizaciones principales de la ciudad los medios de comunicación.

## Ciudades hermanadas
Springfield tiene cuatro ciudades hermanas, designadas por Sister Cities International:
- Kragujevac, Serbia
- Casey, Australia
- Piteşti, Rumanía
- Wittenberg, Alemania